# Liste der Kulturdenkmäler in Brecht (Eifel)
In der Liste der Kulturdenkmäler in Brecht sind alle Kulturdenkmäler der rheinland-pfälzischen Ortsgemeinde Brecht aufgeführt. Grundlage ist die Denkmalliste des Landes Rheinland-Pfalz (Stand: 27. Juni 2022).

## Einzeldenkmäler
| Bezeichnung                        | Lage                                    | Baujahr                  | Beschreibung | Bild                           |
| ---------------------------------- | --------------------------------------- | ------------------------ | --- | ------------------------------ |
| Wegekreuz                          | Hauptstraße, bei Nr. 1 Lage             | 1741                     | reiches barockes Schaftkreuz, bezeichnet 1741 | weitere Bilder Fotos hochladen |
| Katholische Filialkirche St. Lucia | Kapellenstraße 2a Lage                  | 15. oder 16. Jahrhundert | spätgotischer Chor, 1950 zum Turm erhöht, Schiff wohl noch mittelalterlich, Umbau im 18. Jahrhundert                                                   | weitere Bilder Fotos hochladen |
| Hofanlage                          | Kapellenstraße 3 Lage                   | 1848                     | Flurküchenhaus, bezeichnet 1848; in der Erweiterung nach 1862 zwei Spolien, bezeichnet 1616 und 1748, Scheune bezeichnet 1898, Ställe; ortsbildprägend | BW                             |
| Hofanlage                          | Kapellenstraße 6 Lage                   | vor 1850                 | Streckhof; dreiachsiges Wohnhaus, vor der Mitte des 19. Jahrhunderts                                                                                   | BW                             |
| Hofanlage                          | Kapellenstraße 8 Lage                   | 1796                     | vierachsiges Wohnhaus, bezeichnet 1796, Wirtschaftstrakt                                                                                               | BW                             |
| Hofanlage                          | Mühlenstraße 1 und 3 Lage               | 1854                     | ortsbildprägende Hausgruppe (Nr. 1 Einhaus, 1854, Nr. 3 Winkelhof, bezeichnet 1873)                                                                    | BW                             |
| Wegekreuz                          | Mühlenstraße, bei Nr. 7a Lage           | 1716                     | oberer Teil eines barocken Nischenkreuzes, bezeichnet 1716                                                                                             | Fotos hochladen                |
| Braut- oder Hexenkreuz             | östlich des Ortes Lage                  | 1630                     | Schaftkreuz, bezeichnet 1630, aus Fragmenten wiederhergestellt                                                                                         | weitere Bilder Fotos hochladen |
| Wegekreuz                          | südwestlich des Ortes nahe der L 7 Lage | 169[x]                   | Kreuzschaft bezeichnet 169[x], Abschlusskreuz jünger                                                                                                   | Fotos hochladen                |
| Wegekreuz                          | westlich des Ortes am Theishof Lage     | 1636                     | reliefiertes Fragment mit Rundbogennischen, bezeichnet 1636                                                                                            | Fotos hochladen                |